# Liga Nacional de Nueva Zelanda 1998
La Liga Nacional de Nueva Zelanda 1998 fue la vigesimanovena edición de la antigua primera división del país y tercera y última edición del formato de la National Summer League. El sistema de puntajes de cuatro puntos por victoria y la  tanda de penales para conseguir un punto extra que se había utilizado desde 1996 se alteró para regresar al tradicional sistema de 3 puntos por victoria y 1 por empate. El torneo lo ganó el Napier City Rovers, siendo su tercer título en el campeonato.

## Equipos participantes
| Equipo                      | Ciudad       | Liga            |
| --------------------------- | ------------ | --------------- |
| Central United              | Auckland     | Northern League |
| Melville United             | Hamilton     | Northern League |
| North Shore United          | Auckland     | Northern League |
| Waitakere City FC           | Waitakere    | Northern League |
| Lower Hutt City             | Lower Hutt   | Central League  |
| Miramar Rangers             | Wellington   | Central League  |
| Napier City Rovers          | Napier       | Central League  |
| Nelson Suburbs              | Nelson       | Central League  |
| University-Mount Wellington | Wellington   | Central League  |
| Team Otago                  | Dunedin      | Southern League |
| Woolston WMC                | Christchurch | Southern League |

## Fase regular
| Pos | Equipo                      | PJ | G  | E | P  | GF | GC | Dif | Pts |
| --- | --------------------------- | -- | -- | - | -- | -- | -- | --- | --- |
| 1   | Napier City Rovers          | 20 | 14 | 4 | 2  | 66 | 34 | 32  | 46  |
| 2   | Central United              | 20 | 13 | 2 | 5  | 61 | 34 | 27  | 41  |
| 3   | North Shore United          | 20 | 11 | 2 | 7  | 50 | 43 | 7   | 43  |
| 4   | Miramar Rangers             | 20 | 9  | 6 | 5  | 41 | 34 | 7   | 33  |
| 5   | Waitakere City              | 20 | 8  | 6 | 6  | 48 | 45 | 3   | 30  |
| 6   | Nelson Suburbs              | 20 | 7  | 4 | 9  | 42 | 46 | -4  | 25  |
| 7   | Melville United             | 20 | 6  | 2 | 12 | 46 | 56 | -10 | 20  |
| 8   | University-Mount Wellington | 20 | 5  | 5 | 10 | 27 | 39 | -12 | 20  |
| 9   | Team Otago                  | 20 | 5  | 4 | 11 | 43 | 54 | -11 | 19  |
| 10  | Woolston WMC                | 20 | 4  | 7 | 9  | 37 | 55 | -18 | 19  |
| 11  | Lower Hutt City             | 20 | 5  | 4 | 11 | 31 | 52 | -21 | 19  |

## Playoffs

### Final preliminar
| 1998 | Central United | 4:0 | North Shore United | -, Auckland |  |

### Final
| 1998 | Napier City Rovers | 5:2 | Central United |  |  |

| Bandera de Nueva Zelanda             |
| Campeón Napier City Rovers 3º título |